# Marc Angel

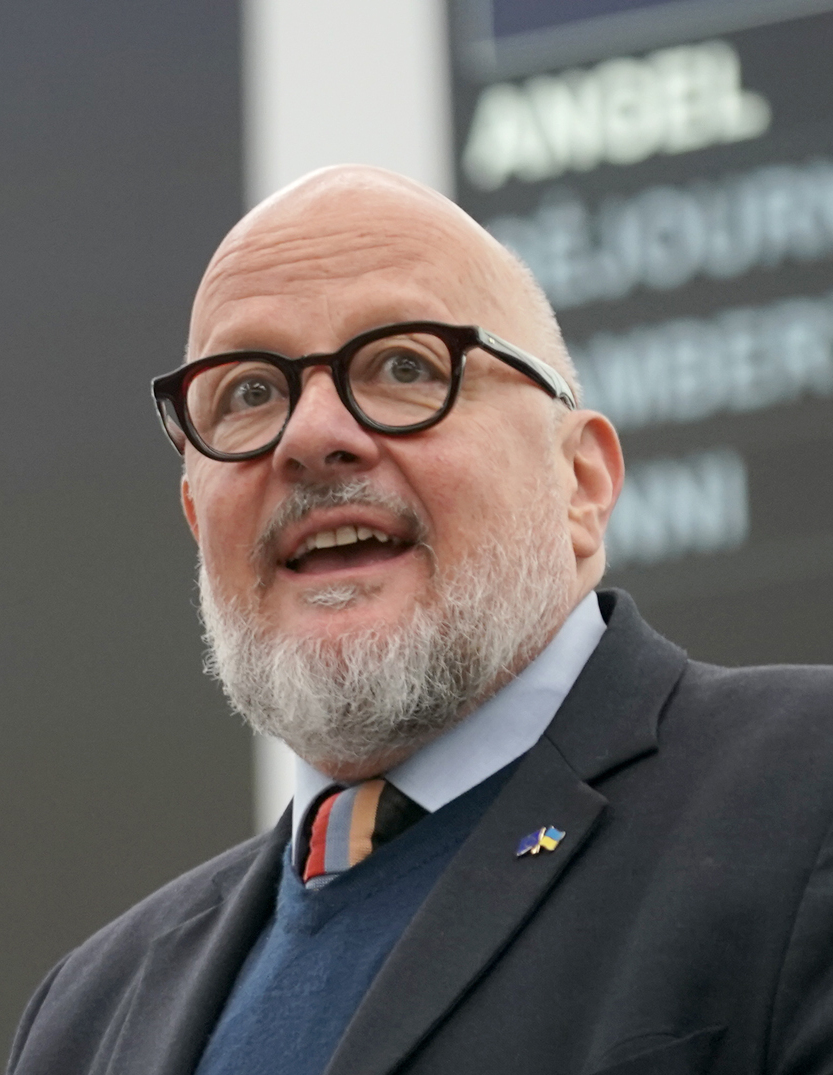
Marc Angel (2023)

Marc Angel (geboren am 12. März 1963 in der Stadt Luxemburg) ist ein luxemburgischer Politiker, Übersetzer und Pädagoge. Er war viele Jahre für die sozialdemokratische LSAP Mitglied der Abgeordnetenkammer, dem Parlament des Landes. Seit 2019 ist er Abgeordneter des Europäischen Parlaments, ab Januar 2023 war er in der 9. Wahlperiode einer der Vizepräsidenten und in der 10. Wahlperiode Quästor.

## Leben
Angel ging in seiner Heimatstadt Luxemburg zur Schule. Anschließend nahm er an der Universität Wien ein Studium als Übersetzer für Englisch, Französisch und Deutsch auf, das er mit einem Magister der Philologie abschloss. Es folgte ein Aufbaustudium der Tourismuswirtschaft an der Wirtschaftsuniversität Wien. Nun kehrte Angel in sein Heimatland zurück, wo er eine Tätigkeit als Lehrer an einer Schule für Hotel- und Touristikmanagement aufnahm. Außerdem wurde er Honorarkonsul für Kap Verde sowie Vorsitzender des Tourismusverbandes der Stadt.

## Politik
Seine politische Karriere begann Angel als Kommunalpolitiker, von 1994 bis 2020 war er Mitglied des Stadtrats von Luxemburg. Bei den Kammerwahlen 2004, 2009, 2013 und 2018 gelang ihm jeweils der Sprung in die Abgeordnetenkammer. Dieses Mandat gab er auf, nachdem er im Mai 2019 in das Europarlament gewählt worden war. Dort war er in der 9. Legislaturperiode Mitglied mehrerer Ausschüsse, bei dem für Beschäftigung und soziale Angelegenheiten hatte er den stellvertretenden Vorsitz inne. Am 18. Januar 2023 wurde er als Nachfolger der wegen Korruptionsverdacht verhafteten Eva Kaili zu einem der 14 Vizepräsidenten des Europarlaments gewählt. Er setzte sich dabei gegen die Französin Gwendoline Delbos-Corfield von den Grünen sowie die Italienerin Annalisa Tardino von der rechtspopulistischen ID-Fraktion durch. In der 10. Legislaturperiode ist Angel als Quästor Mitglied des Präsidiums des Europäischen Parlament. Als Quästor ist er für den Ausschuss für Beschäftigung und soziale Angelegenheiten zuständig. Zudem ist er stellvertretendes Mitglied im Ausschuss für Binnenmarkt und Verbraucherschutz sowie im Ausschuss für konstitutionelle Fragen. Er ist zudem Mitglied der Delegation im Gemischten Parlamentarischen Ausschuss EU-Chile und der Delegation in der Parlamentarischen Versammlung Europa-Lateinamerika sowie stellvertretendes Mitglied der Delegation für die Beziehungen zu den Ländern der Andengemeinschaft.
Marc Angel ist seit 2019 Mitglied der überparteilichen Europa-Union Luxemburg und damit auch Teil der Europa-Union Deutschland und der Europäischen Bewegung.